# Кермек Гмеліна
Кермек Гмеліна (Limonium gmelinii) — багаторічна трав'яниста гола рослина родини кермекових.

## Опис
Стебло розгалужене, круглясте, 20—60 см заввишки. Листки еліптичні або оберненояйцеподібні, всі в прикореневій розетці. Квітки дрібні, правильні, двостатеві, з 5-пелюстковими фіолетово-синіми віночками, в коротких і щільних колосах, що утворюють малорозгалужене щиткоподібно-пірамідальне суцвіття. Плід — однонасінний нерозкривний. Цвіте у липні — серпні.

## Поширення
Росте у Лівобережному Лісостепу, в Степу та на півночі Криму на солончаках і засолених луках.

## Використання
Його корені містять вуглеводи, стероїди, фенолкарбонові кислоти, дубильні речовини, кумарини, флавоноїди, антоціани та вищі ароматичні вуглеводні. Відвар коренів кермека Гмеліна — ефективний протибактеріальний, в'яжучий і кровоспинний засіб.

## Галерея

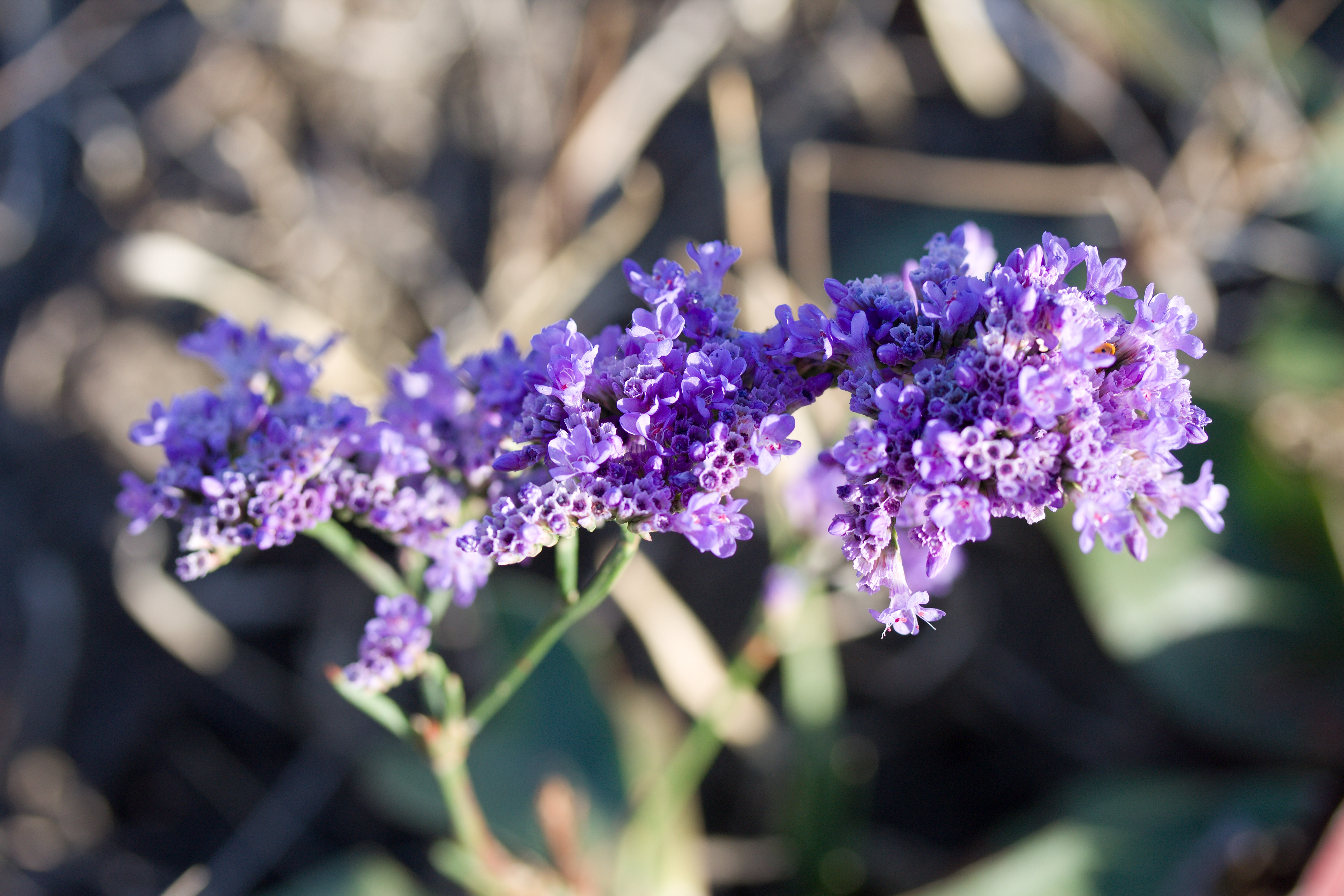
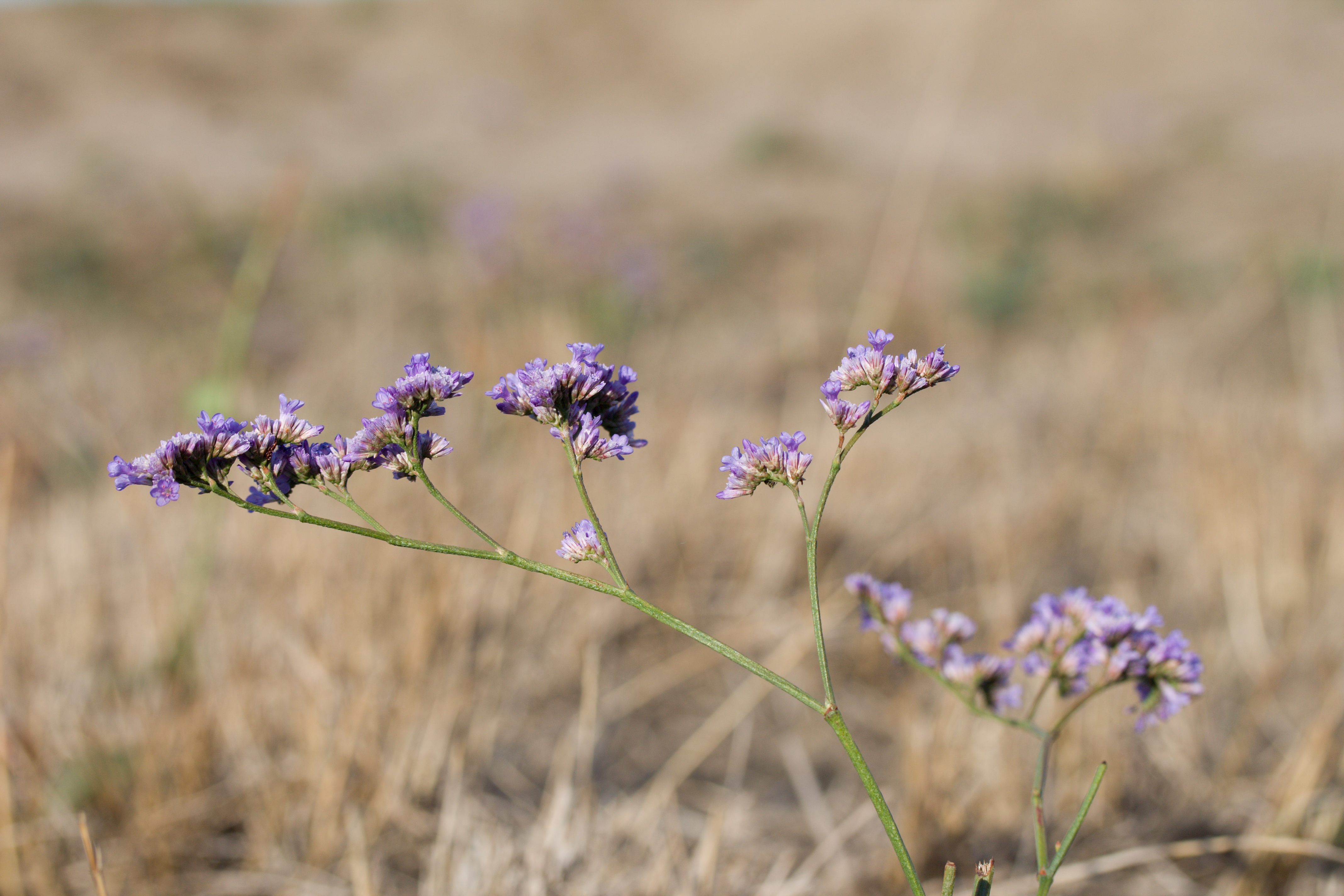
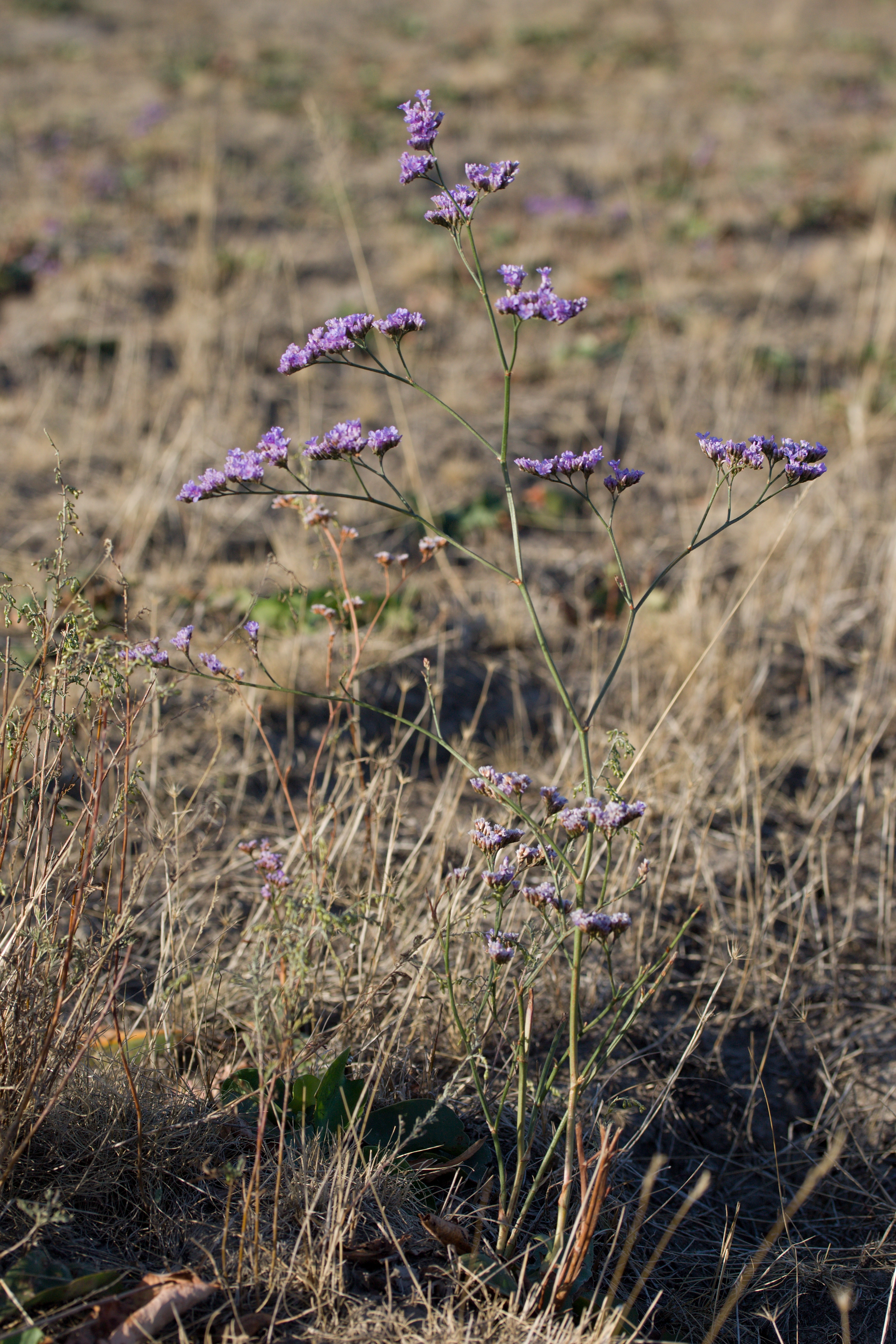
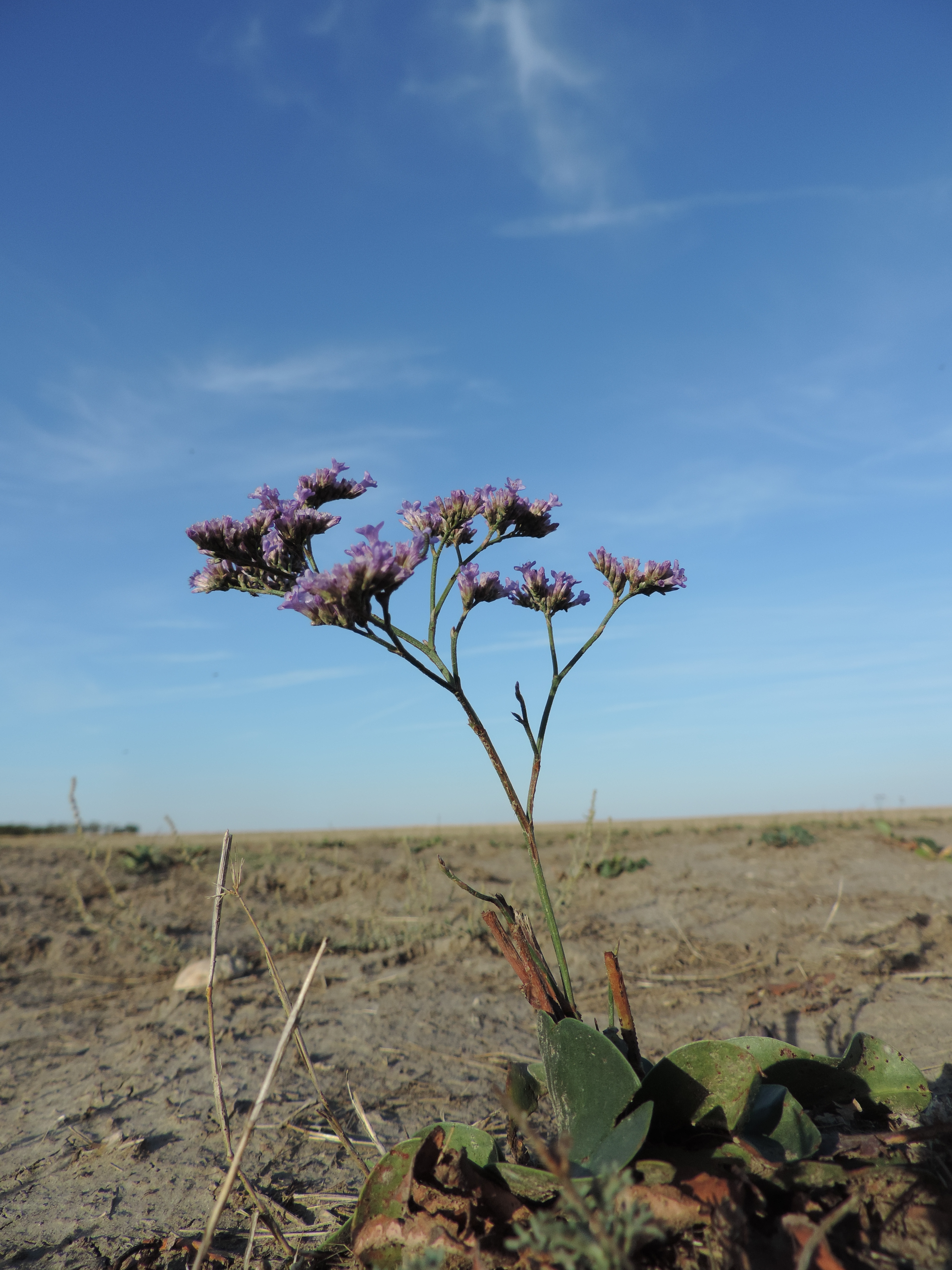
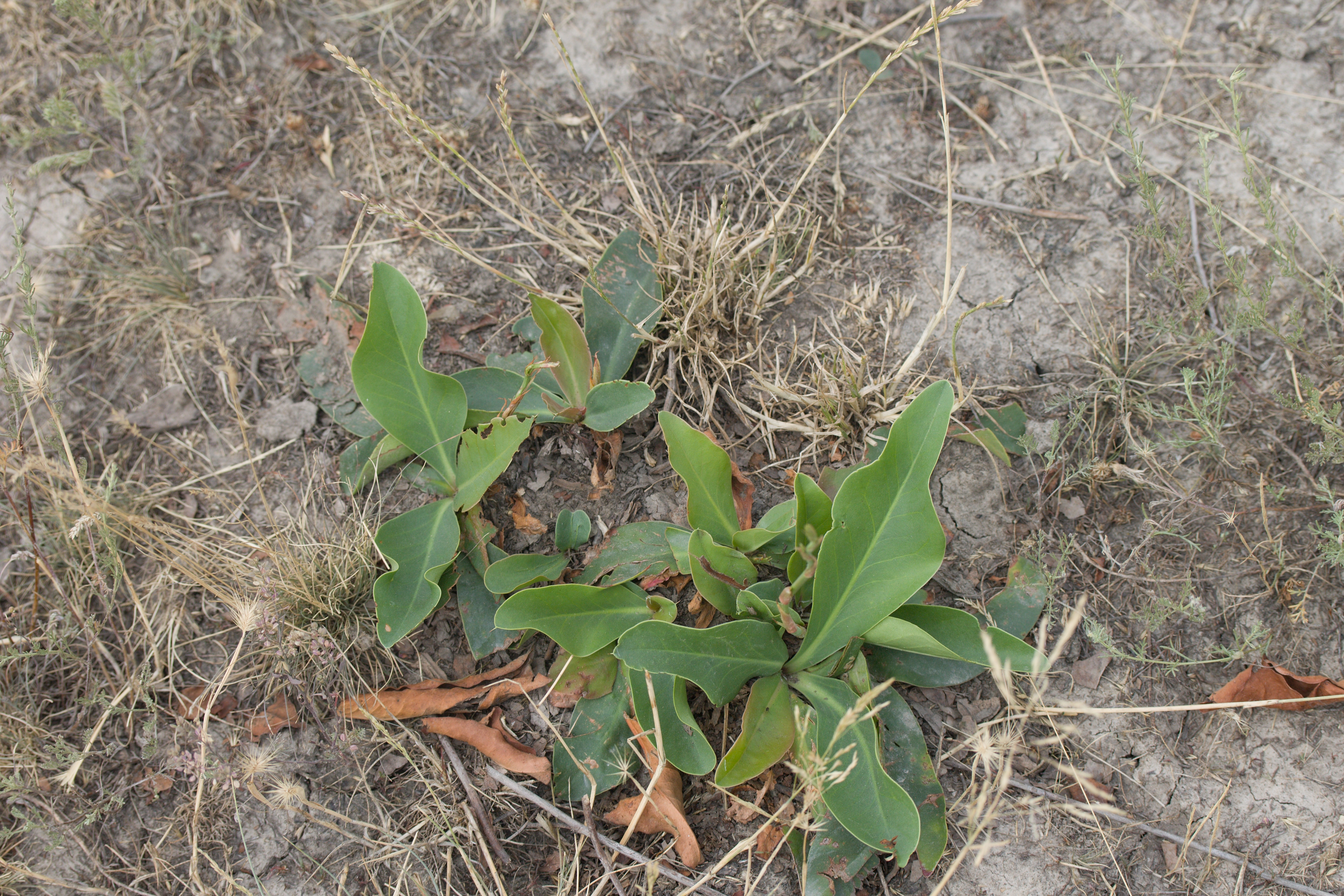
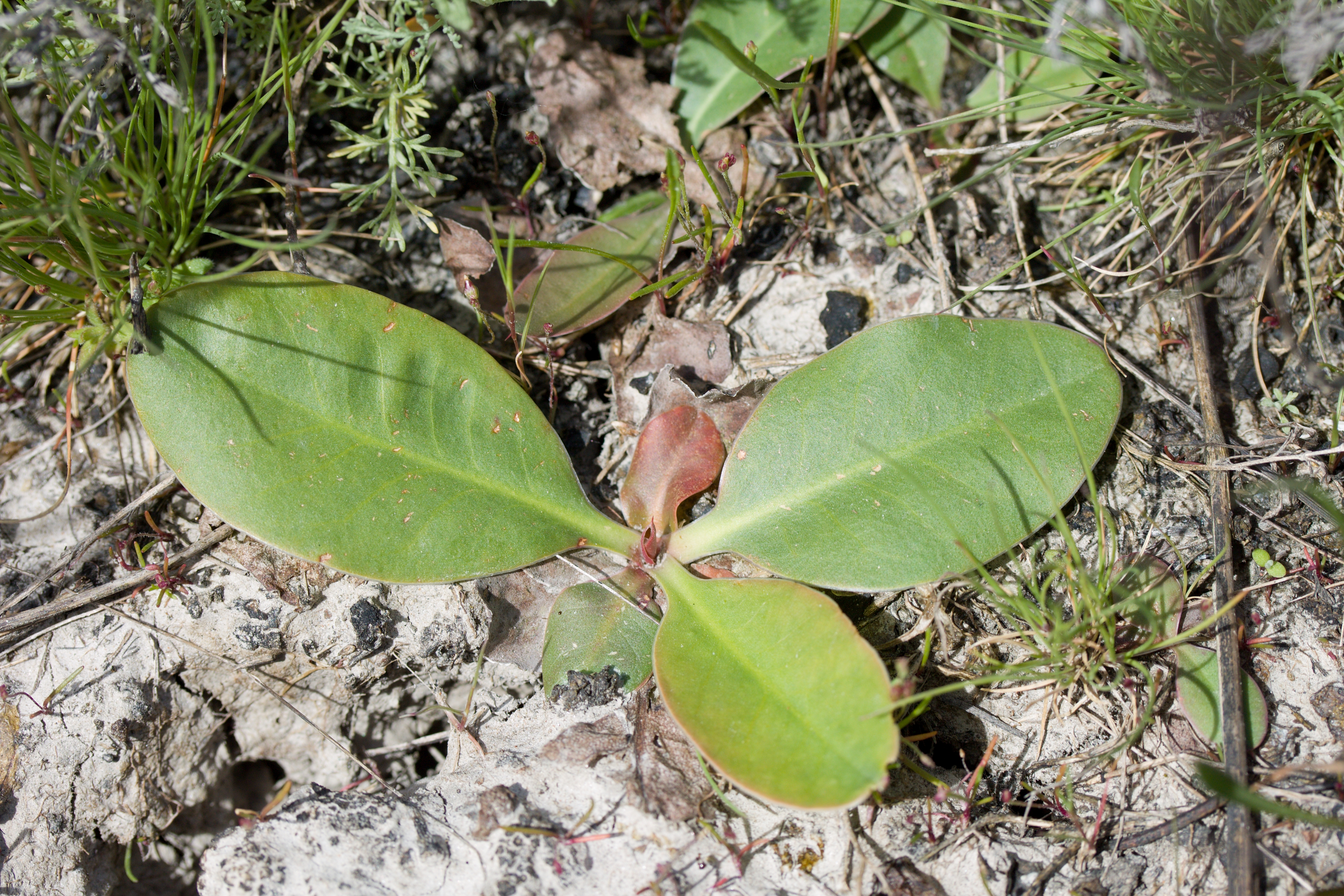
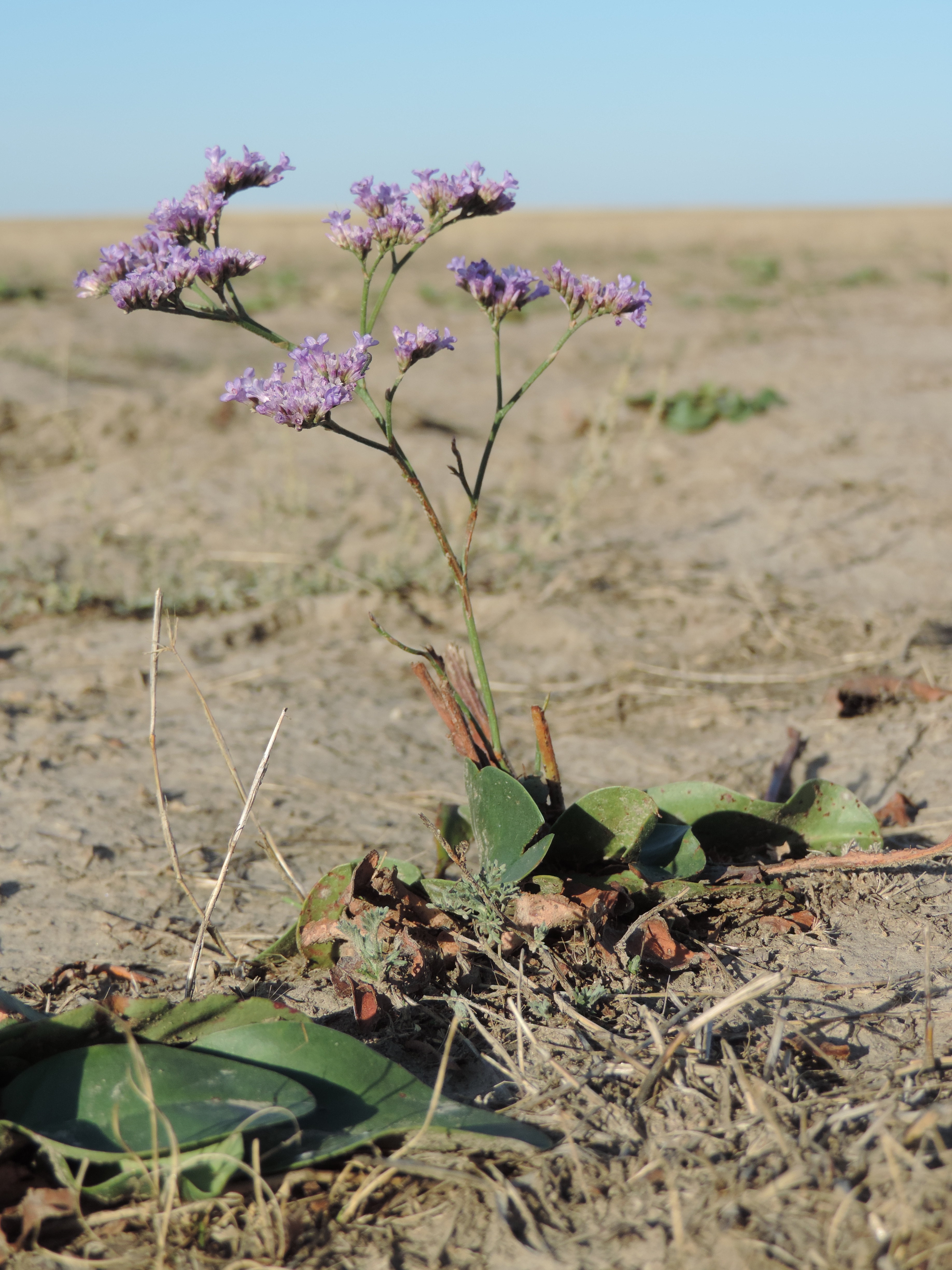